# 落合川 (徳島県)
落合川（おちあいがわ）は、徳島県阿南市を流れる二級河川である。

## 地理
阿南市那賀川町より同市内を通過し紀伊水道に注ぐ。すぐ東側を紀伊水道が面している。流域には那賀川海洋センターや上流に通る国道55号沿いにあるびっくり館宝島那賀川バイパス店（旧・ケーズデンキ那賀川パワフル館）などがある。

## 流域の主な施設
- 那賀川海洋センター
- 国道55号

## 流域の自治体
徳島県
阿南市